# 小暮克洋
小暮 克洋（こぐれ かつひろ、1962年5月6日 - ）は、日本の将棋観戦記者、アマチュア強豪。東京都出身。父の小暮得雄は法学者で、やはりアマチュア将棋の強豪であった。朝日新聞では「剣」名義、三社連合では「小池大志」名義で執筆。

## 来歴・人物
東京大学法学部卒業。在学中からアマチュア強豪として有名で、1986年に第42回学生名人。雁木戦法を得意として、雁木について著書も刊行した。2008年、第20回将棋ペンクラブ大賞・観戦記部門大賞を受賞。

## その他
将棋ソフト不正使用疑惑騒動において、iRONNAに掲載された三浦のインタビューで「観戦記者の小暮克洋氏だけは、許せない」と指摘されている。
2月26日に「三浦九段不正疑惑について、渡辺明竜王を弁護する」というタイトルで横浜パートナー法律事務所の大山滋郎弁護士の名義で、同事務所のサイト上に公開された。（小暮から、弁護の依頼を受けた・将棋の渡辺明竜王を、ネットなどの攻撃から、『弁護』して欲しいという依頼であった）

## 著書
- はじめての将棋―図解・すぐ役に立つ実戦入門 小暮克洋著、森内俊之監修 主婦と生活社　1997
- 寄せの棋本戦術―詰め・必死・手筋のトレーニング 小暮克洋著、森内俊之監修 主婦と生活社　1997
- 将棋っておもしろい? (イラスト子ども将棋) 小暮克洋著、 日本将棋連盟監修 汐文社 1998
- これができれば強くなる (イラスト子ども将棋) 小暮克洋著、 日本将棋連盟監修 汐文社 1998
- 学校名人になれる将棋 (イラスト子ども将棋) 小暮克洋著、 日本将棋連盟監修 汐文社 1998
- 将棋 (あそびとスポーツのひみつ101) ポプラ社 1998
- 雁木でガンガン!!―破壊力抜群の痛快!必殺戦法 小暮克洋著、森内俊之監修 主婦と生活社　1999
- 実戦!!森内の次の一手―勝利の三段論法、優駿流ここでどう指す 小暮克洋著、森内俊之監修 主婦と生活社　2000